# Calasellus californicus
Calasellus californicus is een pissebed uit de familie Asellidae. De wetenschappelijke naam van de soort is voor het eerst geldig gepubliceerd in 1933 door Miller.